# Victoriaville Tigres
Victoriaville Tigres (francouzsky Tigres de Victoriaville) je kanadský juniorský klub ledního hokeje, který sídlí ve Victoriavillu v provincii Québec. Od roku 1987 působí v juniorské soutěži Quebec Major Junior Hockey League. Založen byl v roce 1987 po přestěhování týmu Longueuil Chevaliers do Victoriavillu. Své domácí zápasy odehrává v hale Colisée Desjardins s kapacitou 3 420 diváků. Klubové barvy jsou žlutá, bílá a černá.
Nejznámější hráči, kteří prošli týmem, byli např.: Andrej Nestrašil, Mathieu Garon, Frédéric Cassivi, Tomáš Kubalík, Antoine Vermette, Alexandre Daigle nebo Johnny Oduya.

## Úspěchy
- Vítěz QMJHL ( 1× )
  - 2001/02

## Přehled ligové účasti
Zdroj: 
- 1987–1988: Quebec Major Junior Hockey League (Diliova divize)
- 1988–1990: Quebec Major Junior Hockey League
- 1990–1997: Quebec Major Junior Hockey League (Diliova divize)
- 1997–1999: Quebec Major Junior Hockey League (Lebelova divize)
- 1999–2003: Quebec Major Junior Hockey League (Centrální divize)
- 2003–2005: Quebec Major Junior Hockey League (Ouestova divize)
- 2005–2006: Quebec Major Junior Hockey League (Západní divize)
- 2006–2008: Quebec Major Junior Hockey League (Telusova divize)
- 2008–2010: Quebec Major Junior Hockey League (Centrální divize)
- 2010– : Quebec Major Junior Hockey League (Východní divize)